# Tomás Micieces el mayor
Tomás (de) Micieces, el mayor, I o padre (Villaescusa de Ecla, baut. 22 de diciembre de 1624 - Madrid, principios de 1667) fue un compositor y maestro de capilla español.
Su hijo, también llamado Tomás Micieces, excepto en sus primeros años, firmó toda su vida sin utilizar el sobrenombre el menor, por lo que su figura se confunde históricamente con la de su padre. Tampoco ayuda que el apellido «Micieces» también se da en otras formas, como Miçiezes, Miziezes, Micieres, Misieses, etc.

## Vida
Hijo de Alonso Pies y María Micieces, fue bautizado en Villaescusa de Ecla el 22 de diciembre de 1624. Tomás usó siempre el apellido de su madre, porque el del padre «no sonaba tan bien». Se educó musicalmente en la capilla de la Catedral de Palencia bajo el magisterio de Cristóbal de Isla, donde el 14 de mayo de 1646 se le concedió la capellanía del coro, sustituto del maestro de capilla y llevar «parte de músico en las fiestas, con declaración que hallándose el maestro se ha de dar una parte de las dos que lleva, y que se le vista por cuenta de los niños por esta vez.»
Gracias a una recomendación del maestro Isla, el 16 de septiembre de 1646 fue nombrado maestro de capilla de la Catedral de León, por lo que el cabildo palentino «mostró muy particular gusto en que se le haya ofrecido tan aventajada comodidad y acordó darle licencia y 1000 reales para irse». En octubre de 1646 ocupó el cargo y seguidamente pidió ordenarse para poder recibir un beneficio. En León y a pesar de su incipiente fama, pasó dificultades económicas, sobre todo en lo concerniente al matenimiento de los infantillos.
El 20 de julio de 1650 solicitó permiso en León para presentarse a las oposiciones a maestro de capilla de la Catedral Primada de España en Toledo, un puesto de mucho prestigio. Se tuvo que enfrentar a Bernardo del Río, en ese momento maestro de capilla de la Catedral de Astorga. Las pruebas de septiembre de 1650 dieron a Micieces por ganador, por lo que tomó posesión del cargo el 22 de noviembre de 1650. Sin embargo, antes de partir a Toledo, Micieces debió devolver los préstamos y adelantos al cabildo.
A pesar de los pagos al maestro documentados en las actas capitulares, Micieces continuó teniendo problemas económicos. El 4 de diciembre de 1655 nació su hijo, Tomás, un hijo ilegítimo —hay que recordar que el padre era sacerdote—, que tuvo que ser ocultado como su sobrino.
En Toledo además tuvo problemas con la capilla, por usar miembros de esta composiciones suyas en actuaciones fuera de la catedral. La disputa con algunos cantores y ministriles llevó a palabras subidas de tono que provocó su encarcelamiento en la prisión arzobispal el 9 de julio de 1659. La solución impuesta por el cabildo fue que no se actuara fuera de la catedral «si no sea yendo toda la capilla junta y en fama con su maestro de capilla, como se usaba en lo antiguo».
Debido a todos estos problemas se trasladó al Monasterio de las Descalzas Reales que ofrecía mejores condiciones económicas el 19 de julio de 1662. Permaneció en ese cargo hasta su muerte, acaecida en los primeros meses de 1667.

## Obra
Era uno de los compositores más prestigiosos a mediados del siglo XVII y entre sus discípulos, además de su hijo, Tomás Micieces el menor, se encontraban Matías Durango, Pedro de Ardanaz, Miguel de Irízar y Alonso Xuárez.
La obra de Micieces padre fue llevada por el hijo a Salamanca, donde era maestro de capilla. Allí se encuentra, pero resulta difícil separarlas, «salvo en el caso de piezas fechadas entre los años 1650 y 1660, que, por la extrema juventud de Micieces hijo, deben atribuirse al padre, o en el de algunas composiciones que traen como nombre de autor ‹Micieces el Menor›, que se consideran pertenecientes al hijo».